# Thomas Agnew & Sons
 (février 2018).
Si vous disposez d'ouvrages ou d'articles de référence ou si vous connaissez des sites web de qualité traitant du thème abordé ici, merci de compléter l'article en donnant les références utiles à sa vérifiabilité et en les liant à la section « Notes et références ».
Thomas Agnew & Sons ou Agnew, est un marchand d'art britannique, établi à Londres, et fondé en 1817 à Manchester. 
Cette société a longtemps tenu une place importante dans le commerce de peintures de maîtres anciens : la galerie, située à Bond Street, était alors fort réputée. Agnew, comme la société est communément appelée, a également joué un rôle majeur dans la promotion des artistes modernes de la fin du XIXe siècle.
En 2013, la famille Agnew, à la tête de la galerie depuis deux siècles, cède ses parts à Anthony Crichton-Stuart, aujourd'hui seul propriétaire.

## Histoire

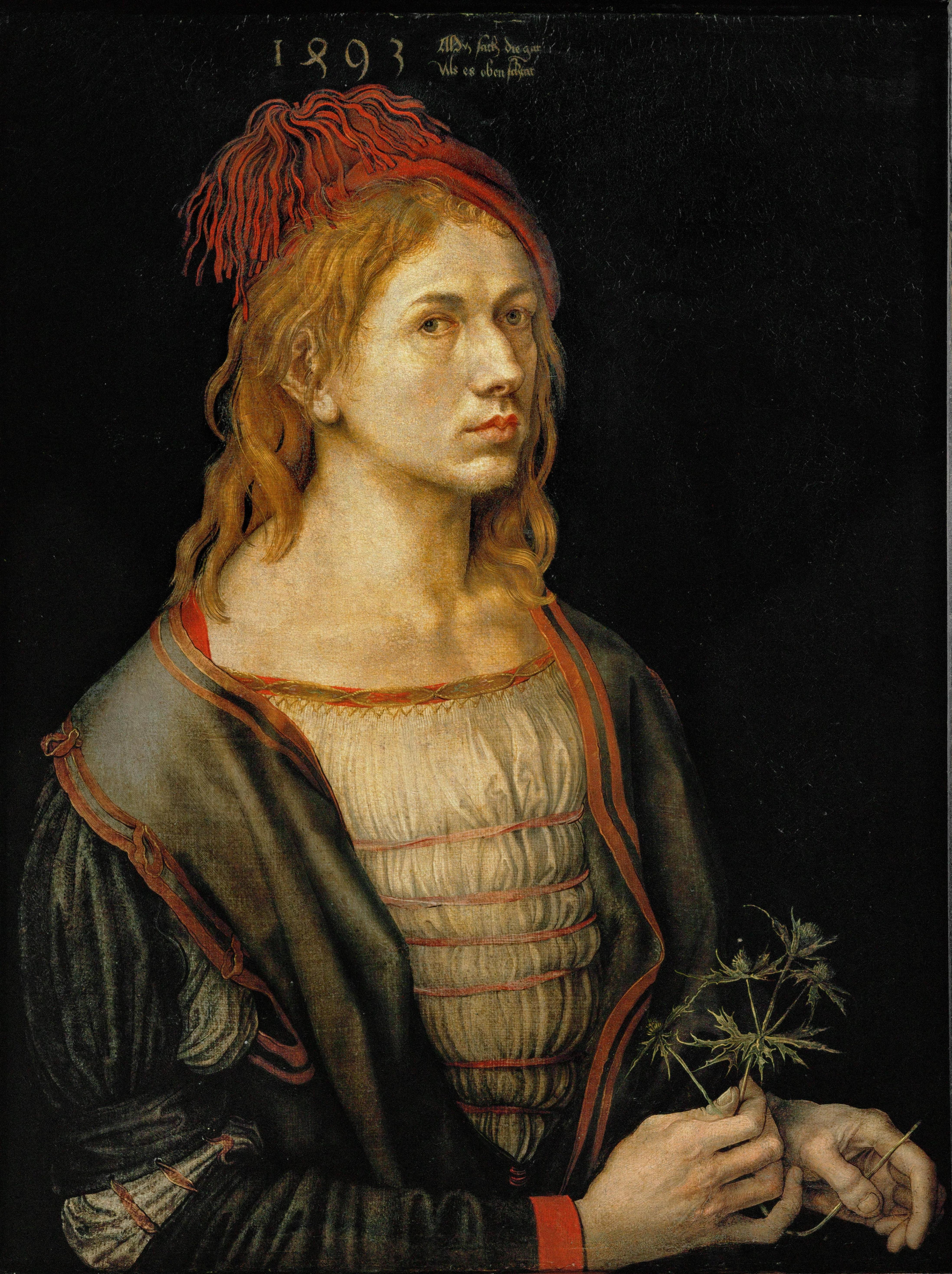
Ce célèbre autoportrait d'Albrecht Dürer, l'un des fleurons du musée du Louvre depuis 1922, fut vendu en 1900 par Agnew à Leopold Goldschmidt.

Thomas Agnew ouvre un commerce de peintures à Manchester en 1817, en s'associant à Vittore Zanetti, d'origine italienne.
Ses deux fils, William Agnew (1825-1910) et Thomas Agnew (1827-1883), vont ensuite jouer un rôle essentiel dans l'ascension de la firme, en ouvrant un commerce à Londres en 1860, dans le quartier de Mayfair. D'une manière générale, la lignée de William Agnew produit des connaisseurs, notamment son fils C. Morland Agnew (1855-1931), tandis que le fils de Thomas, W. Lockett Agnew (1858-1918), hérite du flair commercial de son père.
C'est William Agnew qui oriente le commerce de la galerie vers les maîtres anciens. Comme le note le journaliste du Times dans la nécrologie de ce dernier, « en 1877, l'entreprise avait ouvert un vaste local au 39 Old Bond Street (devenu plus tard le 43), et comme s'y succédaient quantité d'expositions de maîtres anciens, que s'y intéressaient des personnalités comme Richard Wallace et les Rothschild, particulièrement intéressés par l'architecture et les meubles du XVIIIe siècle, émergea dans la foulée le goût des nouveaux riches vers l'art plus ancien : William Agnew était fin prêt à leur trouver les tableaux ».
Durant l'âge d'or (rivalisant avec la période napoléonienne dans le commerce des peintures anciennes)[pas clair], Agnew a agi à titre d'agent principal et conseiller d'Edward Cecil Guinness. La société a également tenu un rôle important dans les activités de collectionneurs tels que Alfred Beit (1853-1906), John Graver Johnson (1841-1917), Alfred (1842-1918) et Ferdinand von Rothschild (1839-1898), ou encore George Salting (en) (1835-1909). Par ailleurs, Agnew a souvent servi d'agent pour la National Gallery dans les salles de ventes. Plus récemment, parmi ses importants clients figurent Paul Mellon (1907 à 1999), Norton Simon (1907 à 1993) et la fondation de Samuel Henry Kress.
Entre la fin du XIXe siècle et le début du XXe siècle, l'entreprise est bien considérée non seulement par les plus grands collectionneurs de l'époque, mais aussi par d'autres marchands d'arts. Par conséquent, dans Bond Street, Agnew entretient des relations confraternelles avec Knoedler, Arthur Joseph Sulley (en) (1853-1930), les frères Julien et Ernest Wertheimer[Information douteuse] et Charles Sedelmeyer (1837-1925) à Paris.

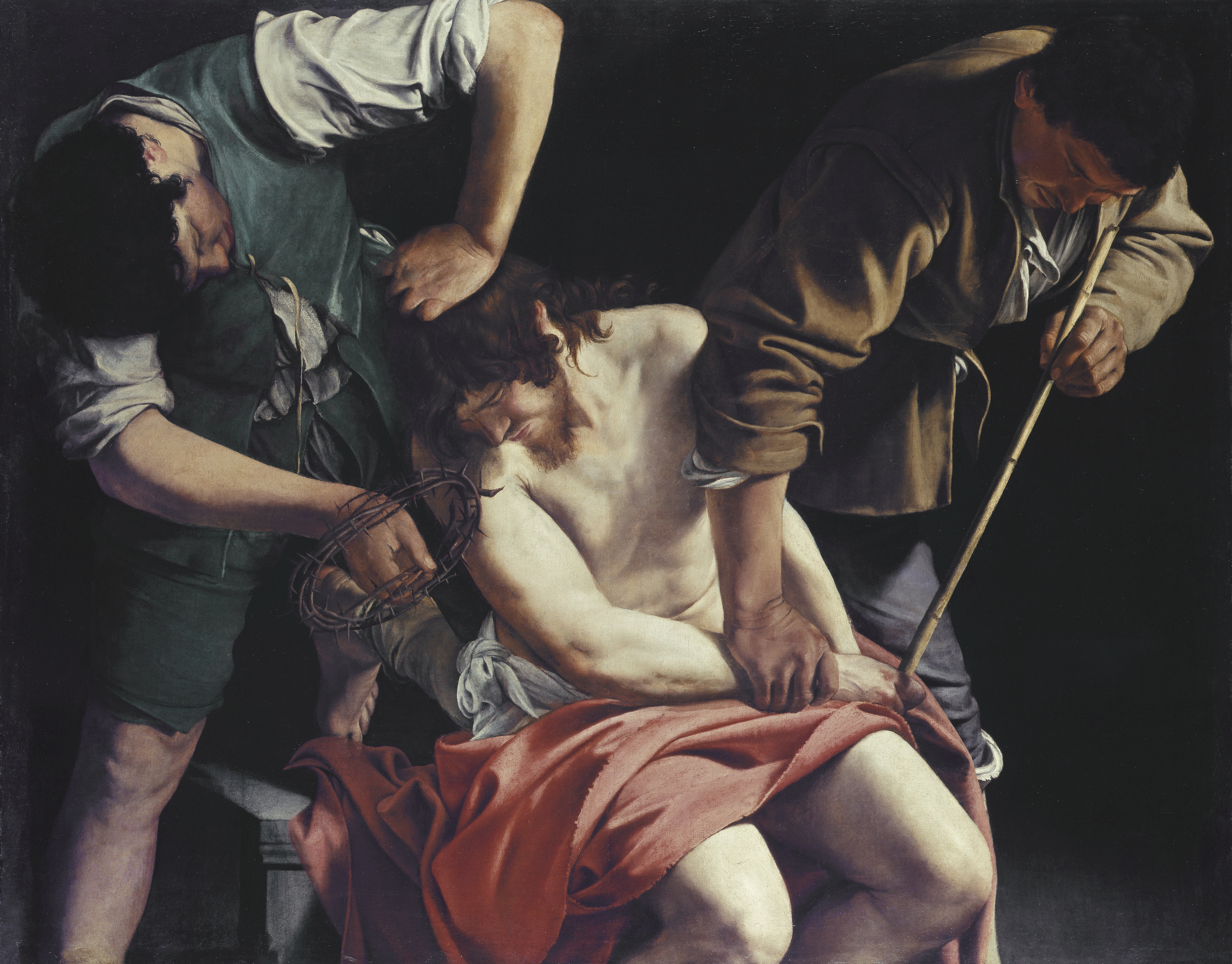
Le Couronnement d'épines d'Orazio Gentileschi, vendu au musée Herzog Anton Ulrich de Brunswick, en Allemagne.

Pendant le reste du XXe siècle et jusqu'à aujourd'hui, Agnew a placé de nombreux chefs-d'œuvre dans les grands musées en Europe, en Amérique et dans les marchés émergents mondiaux. Les contributions aux collections du Metropolitan Museum of Art, de la National Gallery of Art à Washington DC, et à la National Gallery de Londres, sont remarquables. La société est à l'origine de l'acquisition de toiles majeures de, entre autres, Le Caravage, John Constable, Van Dyck, El Greco, Le Guerchin, Frans Hals, Poussin, Rembrandt, Rubens, Vermeer, Le Titien, Turner et Velasquez, dont la Vénus à son miroir de ce dernier à la National Gallery de Londres.
Agnew a aussi exposé et vendu des œuvres d'artistes contemporains. En 2008, la galerie construite à cet effet dans Old Bond Street (1877), conçue par Salomons & Wornum, a été vendue par Agnew à Etro, la maison de couture italienne.
En 2013, après près de deux siècles de propriété familiale, Agnew a été acheté par un particulier. Lord Anthony Crichton-Stuart (né en 1961), historien d'art, ancien directeur des peintures anciennes chez Christies à New York et ancien directeur de Noortman Master Paintings, dirige désormais la galerie londonienne. La famille Agnew continue à participer à la gestion de l'entreprise en tant que simples consultants.